# Coppa del Mondo di rugby a 13 1970
La Coppa del Mondo di rugby a 13 1970 è stata la quinta edizione della competizione mondiale di rugby a 13. La finale è stata giocata tra i padroni di casa della Gran Bretagna, primi in classifica a punteggio pieno, e i campioni uscenti dell'Australia giunti secondi per la migliore differenza punti. Nonostante lo sterile possesso palla britannico, gli australiani hanno prevalso in finale 12-7.

## Risultati
| Wigan 21 ottobre 1970 | Australia | 47 – 11 | Nuova Zelanda | Central Park (9.805 spett.) |

| Leeds 24 ottobre 1970 | Gran Bretagna | 11 – 4 | Australia | Headingley Stadium (15.169 spett.) |

| Hull 25 ottobre 1970 | Francia | 15 – 16 | Nuova Zelanda | The Boulevard (3.824 spett.) |

| Castleford 28 ottobre 1970 | Gran Bretagna | 6 – 0 | Francia | Wheldon Road (8.958 spett.) |

| Manchester 31 ottobre 1970 | Gran Bretagna | 27 – 17 | Nuova Zelanda | Station Road (5.609 spett.) |

| Bradford 1º novembre 1970 | Francia | 17 – 15 | Australia | Odsal (6.654 spett.) |

### Classifica
| Squadra       | Giocate | Vinte | Pareggiate | Perse | A favore | Contro | Differenza | Punti |
| ------------- | ------- | ----- | ---------- | ----- | -------- | ------ | ---------- | ----- |
| Gran Bretagna | 3       | 3     | 0          | 0     | 44       | 21     | +23        | 6     |
| Australia     | 3       | 1     | 0          | 2     | 66       | 39     | +27        | 2     |
| Francia       | 3       | 1     | 0          | 2     | 32       | 37     | -5         | 2     |
| Nuova Zelanda | 3       | 1     | 0          | 2     | 44       | 89     | −45        | 2     |

### Finale
| Leeds 7 novembre 1970 | Australia | 12 – 7 | Gran Bretagna | Headingley Stadium (54.290 spett.) |